# Pippin (comédie musicale)
Pour les articles homonymes, voir Pippin.
Pippin est une comédie musicale avec paroles et musiques de Stephen Schwartz et un livret de Roger O. Hirson. Bob Fosse, qui a mis en scène la production originale de Broadway, a également contribué au livret.

## Argument

### Acte 1

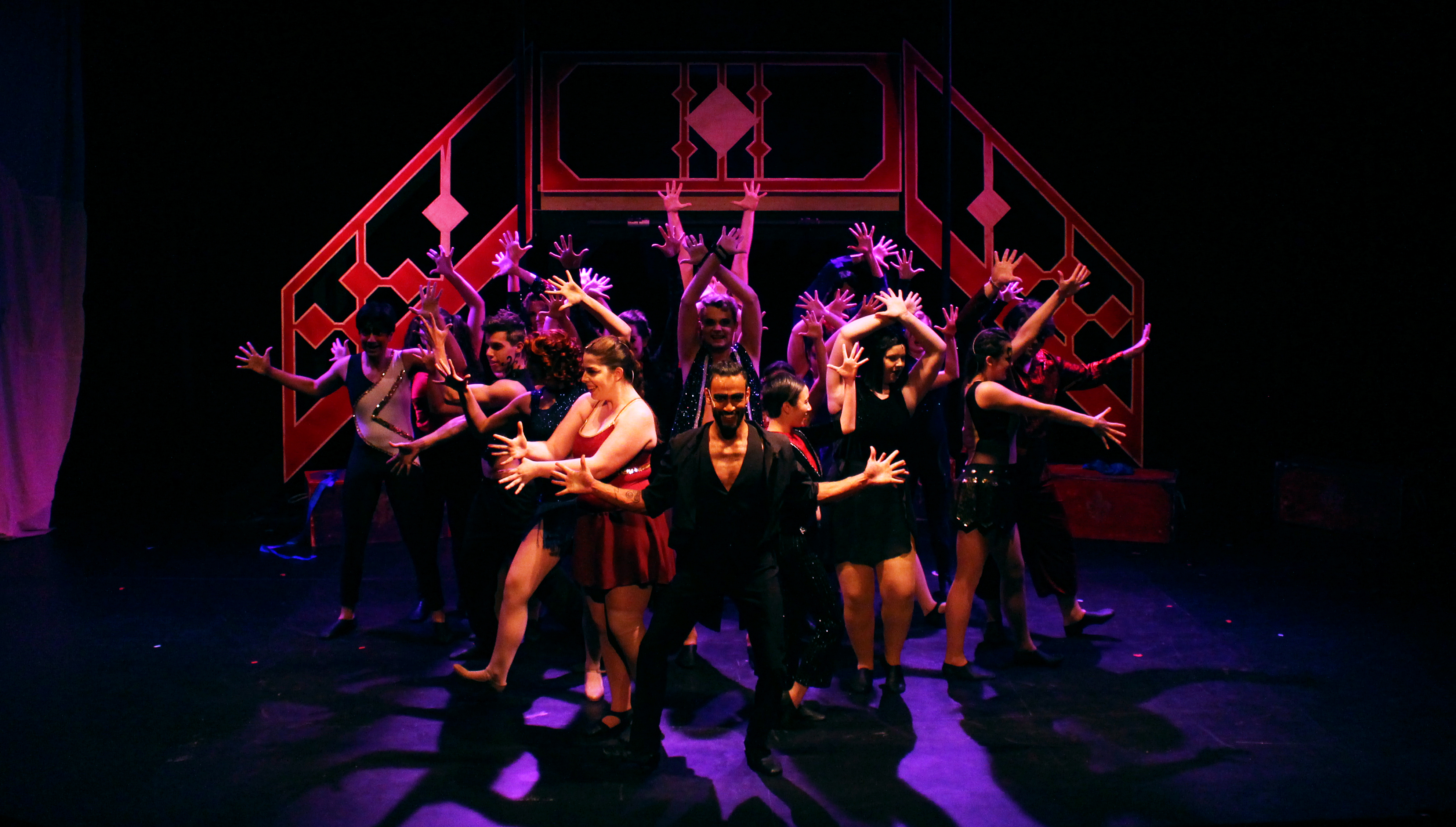
The Leading Player et sa troupe lors du numéro d'ouverture.

La comédie musicale débute par l'intervention du Leading Player, une figure flamboyante mais ambiguë à la tête d'une troupe itinérante. La bande invite le public à assister à la représentation et brise ouvertement le quatrième mur (Magic to Do).
Ils commencent à narrer les tribulations d'un soi-disant acteur débutant, fils aîné et héritier du roi Charlemagne (dit Charles) : Pippin.
Le jeune homme arrive sur scène. Profondément idéaliste, voire candide, Pippin conte sa volonté de s’accomplir en tant que personne et d'enfin trouver un sens à sa vie (Corner of the Sky).
Après sa chanson, Pippin regagne le château de son père. Charles et Pippin peinent à s'entendre, d'autant qu'ils ont peu d'occasion de communiquer. Le fils et son géniteur sont constamment interrompus par des nobles, des soldats et des courtisans. Tous rivalisent pour attirer l'attention du roi (Welcome Home). Pippin croise également sa belle-mère Fastrada. Cette dernière, une marâtre rongée par l'ambition, tente d'imposer son fils Lewis. De fait, l'intéressé se révèle stupide et incompétent.
Charles et Lewis envisagent de se lancer prochainement dans la bataille contre les Wisigoths. Désireux de faire ses preuves, Pippin supplie son père de l'emmener comme soldat. Charles accepte à contrecœur et explique sa stratégie à ses hommes (War Is a Science). Mais Pippin, trop enthousiaste, l'interrompt à plusieurs reprises.
La bande du Leading Player narre la bataille à travers le chant et la danse (Manson Trio) ; en arrière-plan des images violentes défilent, incluant des démembrements (Glory). Finalement, Charles remporte la victoire. Avide de gloire, le roi mène son armée vers la prochaine bataille. Pour Pippin, ce succès est amer. Désillusionné, il discute cyniquement avec la tête tranchée d'un soldat ennemi. Il comprend le caractère vain de la guerre.
Le jeune homme prend alors la fuite à travers la campagne. Le Leading Player accompagne son voyage en vantant les plaisirs d'une vie libre et facile (Simple Joys). Le prince retrouve Berthe, sa grand-mère paternelle exilée par Fastrada. Berthe recommande à Pippin de ne pas s'inquiéter pour son avenir. Pour elle, son petit-fils doit profiter des plaisirs et du confort offerts par le moment présent (No Time at All).

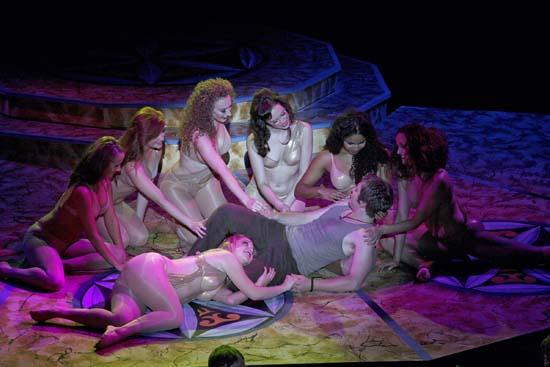
Pippin s'essaie au sexe sans amour, ce qui s’avérera un échec.

Pippin s'emploie à suivre les conseils de sa grand-mère au pied de la lettre. Il s'adonne à des passe-temps plus légers, surtout charnels. Mais là encore, c'est un échec. Le jeune prince s'abîme dans des passades vides de sens et se lasse très vite de ces rencontres sans amour. Finalement, la chair le laisse sur un sentiment de profonde vacuité. Écœuré, il décide de congédier toutes ses maîtresses (With You).
Le Leading Player s'entretient alors avec Pippin, épuisé par ces multiples revers : il suggère au jeune prince de trouver un sens à son existence en luttant contre la tyrannie de son père. Pippin accepte et est ainsi érigé en chef des révolutionnaires.
De son côté, Fastrada apprend les ambitions de Pippin et en profite pour mettre à exécution ses sombres desseins. Dans tous les cas, la belle-mère est gagnante : si Pippin réussit à tuer Charlemagne, Lewis finira par devenir roi tôt ou tard et s'il échoue, son fils sera promu prince héritier. À ses yeux, Lewis héritera du trône quoi qu'il advienne.
Elle manipule Charlemagne pour qu'il se rende tôt à sa prière annuelle ; après quoi, elle informe Pippin que son père sera à la chapelle, sans arme (Spread a Little Sunshine). À la chapelle royale d'Arles, Pippin confronte le roi. Ce dernier justifie sa cruauté en affirmant que la paix et à la prospérité du royaume ne peuvent être obtenues qu'à ce prix. Face au mépris de son père, Pippin l'assassine. Le peuple s'incline devant son nouveau souverain, se réjouissant de la fin de la tyrannie (Morning Glow).
Le Leading Player annonce l'entracte et demande au public de se préparer à un final des plus passionnants.

### Acte 2
Les débuts de Pippin en tant que monarque s'avèrent bénéfiques pour tous : il apporte la paix dans le pays en secourant les pauvres, en éliminant les impôts, en mettant l'armée au rebut et en réglant pacifiquement les différends avec les puissances étrangères. Cependant, sa vision bienveillante s'effondre rapidement. Très vite confronté à la réalité, Pippin est obligé de revenir sur ses idées idéalistes. Il s'impose alors via un règne tyrannique et réalise avec horreur qu'il devient comme son père.
À la demande de Pippin, le Leading Player fait revivre Charlemagne. Ce dernier reprend le trône et Pippin s'exile. Découragé, le jeune homme comprend qu'il n'a toujours pas trouvé un but à son existence.
Suivant les conseils du Leading Player (On the Right Track), il expérimente l'Art puis la religion. Mais ses quêtes s'avèrent toujours vaines. À bout, Pippin est terrassée par la dépression et s'effondre au sol.
La veuve propriétaire d'une ferme avoisinante, Catherine, le découvre dans la rue (And There He Was). Quand Pippin revient à lui, elle se présente (Kind of Woman). Le Leading Player assiste à leur rencontre : si Catherine est en réalité un membre de sa troupe, il est préoccupé par l'attirance réelle qu'éprouve la jeune femme pour Pippin. En effet, il considère chaque être comme l'un de ses protagonistes et refuse qu'on nuise à ses plans.
Catherine emploie Pippin sur son domaine. Ce nouveau travail est difficile. Le jeune prince se juge supérieur à de telles besognes (Extraordinary) mais finit par sincèrement se lier aux gens de la ferme. Un jour, il réconforte Theo, le fils de Catherine, très éprouvé par la maladie et la mort imminente de son animal de compagnie, un canard (Prayer for a Duck). Peu après, Pippin trouve lui-même du soutien auprès de Catherine et comprend qu'il n'est pas indifférent à la veuve (Love Song).
Cependant, au fil du temps, Pippin s'aperçoit qu'il se complaît dans cette monotonie et n'a toujours pas trouvé un sens à son quotidien. Il quitte le domaine pour poursuivre sa quête existentielle. Catherine a le cœur brisé et entonne spontanément une chanson qui n'était pas prévue dans le scénario (I Guess I'll Miss the Man). À la grande colère et à la surprise du Leading Player, ce dernier comprend que le personnage lui échappe.
Plus isolé que jamais, Pippin se retrouve assailli par le Leading Player et ses acolytes. La troupe est en quête d'un final éblouissant. À leur sens, le suicide de Pippin par le feu serait l'issue parfaite : ils le comparent au soleil, lui expliquent qu'il ne fera plus qu'un avec la flamme et finissent par le convaincre de sacrifier sa vie pour un bref instant de gloire.

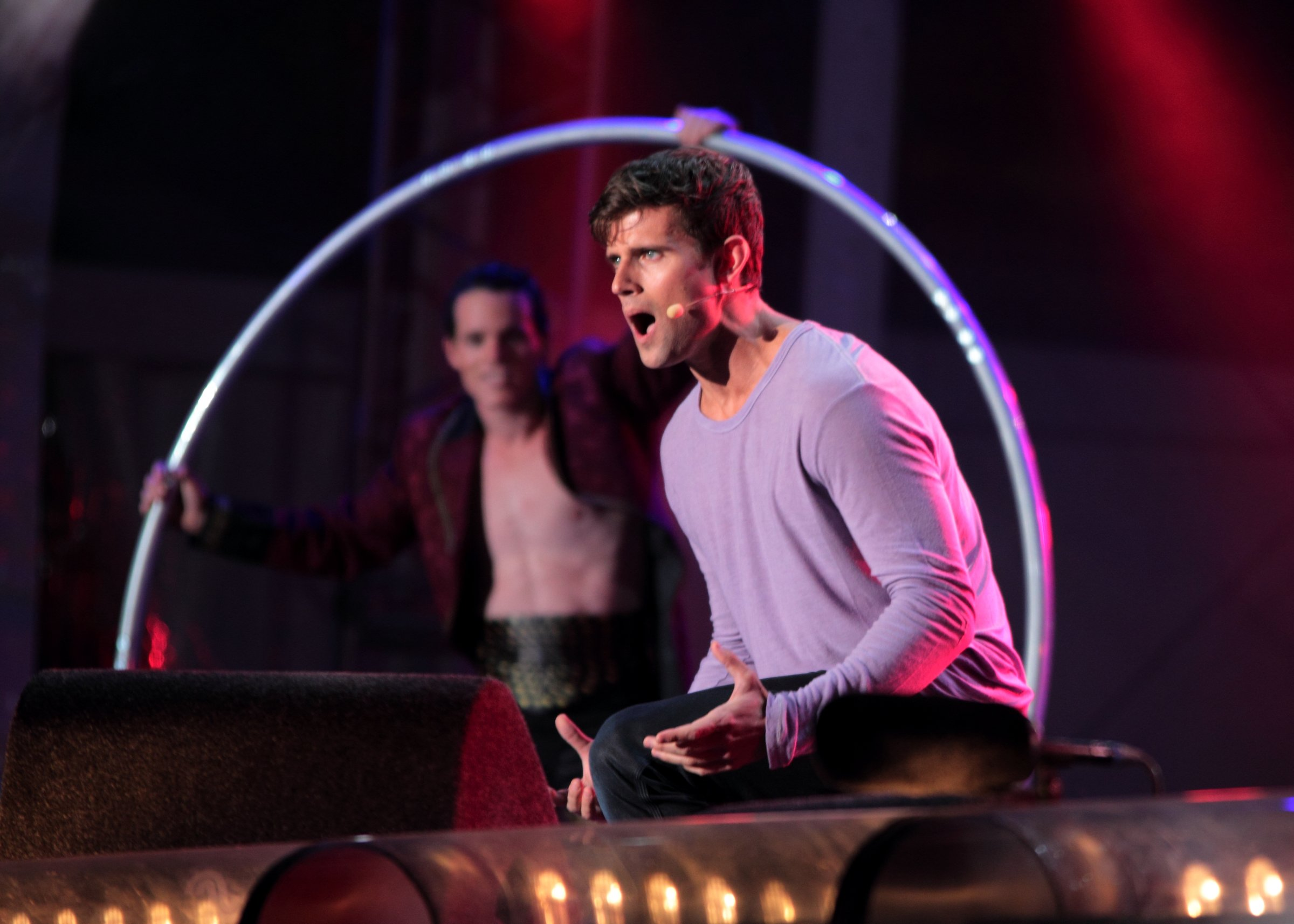
Pippin finit par contrer le Leading Player.

Juste au moment où il s'apprête à obtempérer, Pippin se rebiffe. Il se rend compte qu'il doit y avoir un autre choix que la mort. Catherine et Theo entrent, défiant la trame du Leading Player, et viennent se placer du côté de Pippin. Ce dernier chante pour Catherine, réalisant que son but n'a jamais été la magie ou le spectacle, mais plutôt de connaître enfin la joie d'une existence simple (Finale / Magic Shows and Miracles).
Le Leading Player est exaspéré par cette fin inattendue. Furieux, il annule le spectacle puis ordonne aux siens et à l'orchestre de faire leurs valises. Il ne reste finalement que Pippin, Catherine et Theo sur les planches. La scène, totalement vide, est dépouillée de ses décors, lumières et costumes. Abandonnée par la troupe, Catherine demande à Pippin ce qu'il ressent. Le prince déchu répond alors : « Trapped... but happy. Which isn't too bad for the end of a musical comedy ».

### Fin étendue
Ignoré par la troupe et ne voulant pas se contenter d'une vie tranquille aux côtés de sa mère et Pippin, Theo reste seul sur scène. L'adolescent chante alors un couplet de Corner of the Sky. En entendant cette mélodie, le Leading Player et ses sbires reviennent (Magic to Do, reprise). Tous sont prêts à recommencer la pièce, Theo succédant à Pippin.
- Note : La fin étendue de Pippin est surnommée The Theo Ending. Ce final implique que la crise existentielle au cœur de la pièce fait partie d'un cycle et qu'elle se poursuivra toujours. Ici, Theo prend symboliquement la place de Pippin dans les plans du Leading Player. The Theo Ending a été élaborée en 1998 par le metteur en scène et chorégraphe Mitch Sebastian. Elle figure depuis dans toutes les productions officielles, y compris lors de la reprise de Broadway courant 2013. Schwartz lui-même a exprimé sa préférence pour ce dénouement. Les moutures actuelles varient entre ces deux fins possibles[1].

## Fiche technique
- Titre original : Pippin
- Livret : Roger O. Hirson et Bob Fosse
- Musiques et paroles : Stephen Schwartz
- Mise en scène : Bob Fosse
- Chorégraphie : Bob Fosse
- Nombre de représentations consécutives : 1 944
- Date de la première : 23 octobre 1972 à l'Imperial Theater
- Date de la dernière : 12 juin 1977

## Numéros musicaux
| - Magic to Do – The Leading Player et l'Ensemble - Corner of the Sky – Pippin - Welcome Home – Charlemagne, Pippin - War Is a Science – Charlemagne, Pippin et les soldats - Glory – The Leading Player et l'Ensemble - Simple Joys – The Leading Player et l'Ensemble - No Time at All – Berthe et l'Ensemble - With You – Pippin - Spread a Little Sunshine – Fastrada et l'Ensemble - Morning Glow – Pippin et l'Ensemble | - On the Right Track – The Leading Player et Pippin - And There He Was – Catherine - Kind of Woman – Catherine et l'Ensemble - Extraordinary – Pippin - Prayer for a Duck – Pippin et Theo - Love Song – Pippin et Catherine - I Guess I'll Miss the Man – Catherine - Finale/Magic Shows et Miracles – The Leading Player, Fastrada, Pippin et l'Ensemble - Corner of the Sky (Reprise) – Theo |

## Conception

### Genèse et inspirations
Stephen Schwartz compose l'œuvre à la fin des années 1960 alors qu'il est encore étudiant à Pittsburgh. Après le succès de Godspell, il parvient à monter le projet sur Broadway. Roger O. Hirson rédige la trame. La mise en scène et la chorégraphie sont signées Bob Fosse, lequel a également influé sur le livret.
Le protagoniste Pippin et son père Charles sont inspirés de véritables figures du début du Moyen Âge : Pépin le Bossu est le fils illégitime de l'empereur Charlemagne. Fastrada, quatrième conjointe du roi des francs réputée pour sa cruauté, est également présente. La mère de Charlemagne, Berthe de Laon, figure aussi à la distribution. La conspiration de Pépin contre son père constitue l'un des rebondissements de l'intrigue. Toutefois, l'intrigue ne présente que très peu d'exactitudes historiques. Contrairement à son homologue historique, le Pippin fictif connaît un sort relativement clément (comme il le souligne lui-même lors du dénouement).

### Thématiques
Pippin est avant tout un conte philosophique et un récit d'apprentissage dans la veine de Candide.

La comédie musicale se déroule dans l'univers fantasmé d'une troupe de spectacle vivant, menée par l'énigmatique Leading Player. Elle suit l'histoire de Pippin, un jeune prince entreprenant un dangereux voyage pour trouver un sens à sa vie. Tour à tour, il découvre la guerre, la sexualité, la politique, le pouvoir, l'amour et, enfin, la valeur d'une existence ordinaire.

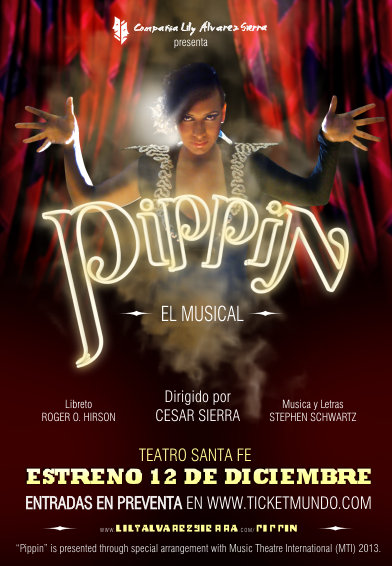
L'affiche vénézuélienne de Pippin met l'accent sur The Leading Player et son interprète, Ruthsy Fuentes.

### Spécificités de la comédie musicale
Pippin se distingue par sa forme très singulière : découpé en chapitres, chaque tableau évoque un spectacle de cirque victorien, associé à une touche de surréalisme et des effets de prestidigitation.
Le spectacle a également pour spécificité de briser le quatrième mur par l'intermédiaire du Leading Player et de sa bande. The Leading Player est une sorte de Monsieur ou Madame Loyal(e) et grand marionnettiste qui régie le destin des personnages à sa guise, obnubilé par sa volonté d'offrir un final grandiose au public.
The Leading Player a la particularité d'être l'un des premiers rôles totalement mixtes de la scène musicale. Schwartz revient sur le protagoniste en ces termes : « Je ne vois aucune raison pour que cela ne fonctionne pas. La motivation
du Leading Player [...] est de conduire le personnage de Pippin à sa destruction et cela me semble essentiellement dépourvu de genre ». Il peut ainsi être campé par n'importe quel artiste, sans distinction de genre. Ben Vereen est l'interprète original du rôle, en 1972. Courant 2013, Patina Miller est la première femme à incarner le personnage, sous la direction de Diane Paulus. Dans la plupart des représentations officielles post-2013, The Leading Player est associé à des artistes féminines (Ruthsy Fuentes au Venezuela, Sasha Allen lors de la quatrième tournée américaine ou encore Cristal Kay sur la scène japonaise).

## Productions anglophones principales

### Broadway (1972)

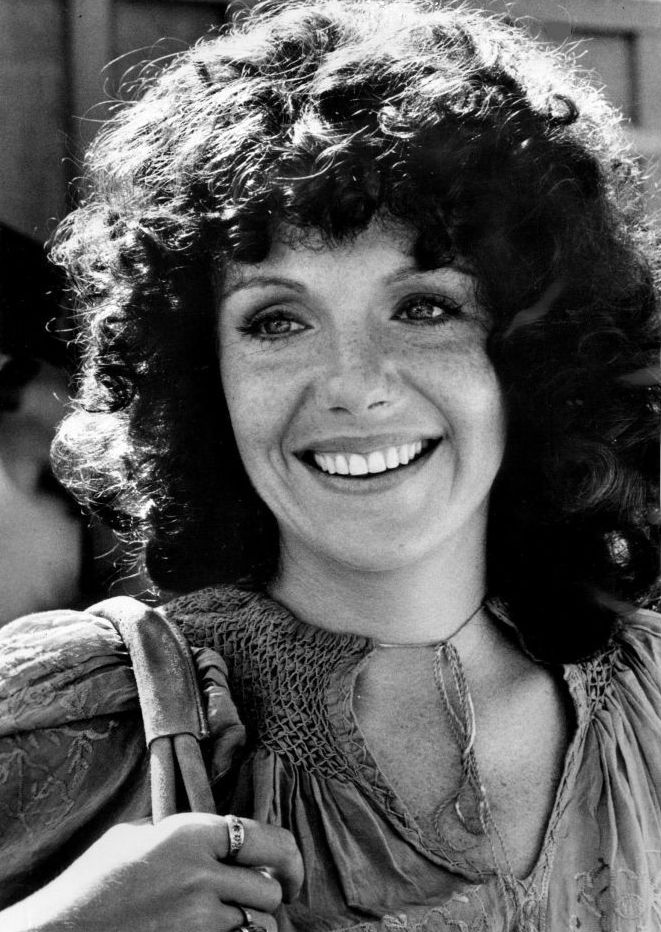
Jill Clayburgh, interprète originale de Catherine (ici en 1976).

Le spectacle a été créé à l'Imperial Theatre le 23 octobre 1972, et a été joué 1 944 fois avant de fermer le 12 juin 1977. Il a été mis en scène et chorégraphié par Bob Fosse.
Le spectacle a été partiellement financé par Motown Records.

#### Distribution
- Eric Berry : Charles
- Jill Clayburgh : Catherine
- Leland Palmer : Fastrada
- Irene Ryan : Berthe
- Ben Vereen : The Leading Player
- John Rubinstein : Pippin

Parmi les remplacements notables au cours de la production, on peut citer Samuel E. Wright, Nord J. Calloway et Ben Harney (The Leading Player) ; Michael Rupert, William Katt et Dean Pitchford (Pippin) ; Betty Buckley (Catherine) ; Dorothy Stickney (Berthe) et Priscilla Lopez (Fastrada).

### Londres (1973)

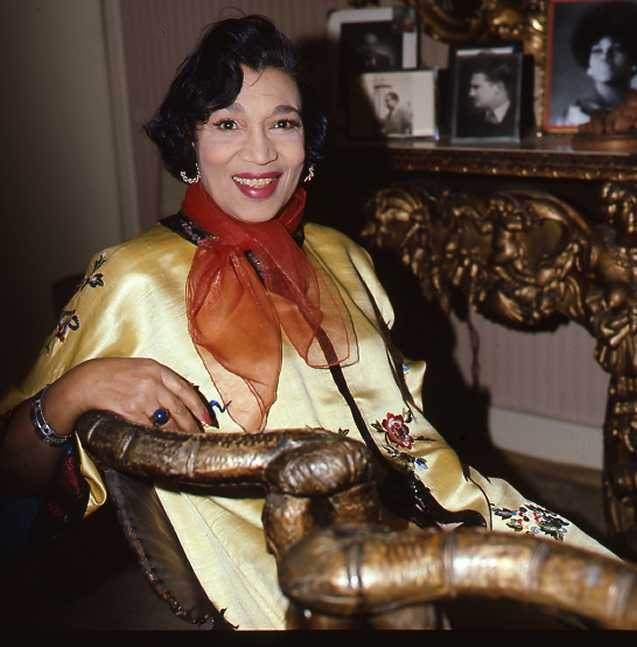
Elizabeth Welch, première Berthe de la production britannique (ici en 1975).

Le spectacle a été monté dans le West End au Her Majesty's Theatre à partir du 30 octobre 1973, et a été joué 85 fois.
Bob Fosse fut également metteur en scène et chorégraphe de cette production. Il a ensuite été relancé à la Menier Chocolate Factory en décembre 2011 mettant en vedette Frances Ruffelle.

#### Distribution
- John Turner : Charlemagne
- Patricia Hodge : Catherine
- Diane Langton : Fastrada
- Elisabeth Welch : Berthe
- Nord Calloway : The Leading Player
- Paul Jones : Pippin

### Los Angeles (2009)
Le spectacle a été produit à Los Angeles au Forum Mark Taper, à partir du 15 janvier 2009 jusqu'au 15 mars 2009, sous une forme radicalement différente.
La mise en scène a été modifiée afin de refléter un ton moderne et d'inclure des acteurs sourds utilisant la langue des signes américaine.
La production a été chorégraphiée et dirigée par Jeff Calhoun.

#### Distribution

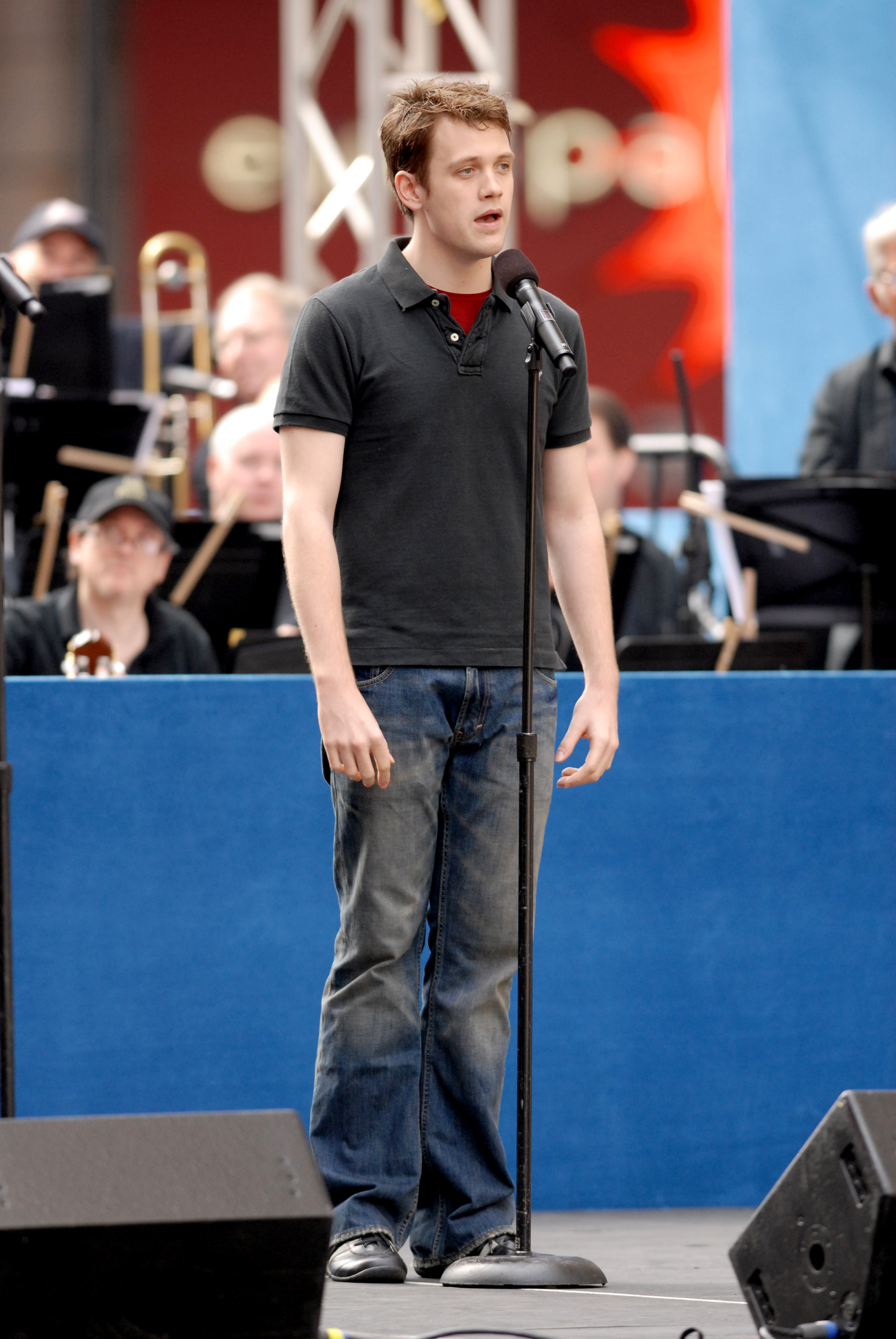
Michael Arden (ici en 2006), l'un des interprètes de Pippin.

- Michael Arden et Tyrone Giordano : Pippin
- Dan Callaway : Voix de Charles / Soldat
- Bryan Clark Terrell : Voix de Theo / Noble
- Nicolas Conway / José F. Lopez Jr. : Theo
- Rodrick Covington : Voix du Noble et messageries no 2 et no 3/Courier no 1
- James Royce Edwards : Lewis
- Sara Gettelfinger : Fastrada
- Harriet Harris : Berthe
- Troy Kotsur : Charles
- John McGinty : Noble / Courrier no 2/Peasant
- Anthony Natale : porteur du flambeau / demandeur / Courrier no 3)
- Aleks Pevec : Voix de la Requérante et paysan / wisigoth Head
- Ty Taylor : The Leading Player
- Melissa van der Schyff : Catherine
- Alexandrie Wailes : wisigoth Arm
- Brad Pitt : Willy

### Broadway (2013)

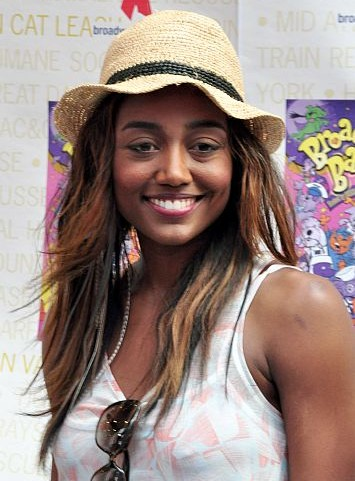
Patina Miller (ici en 2011), la première femme à incarner The Leading Player.

La comédie musicale a été reprise à Broadway par l'American Repertory Theater à partir de mars 2013. La production a débuté avec les premiers aperçus le 23 mars au Music Box Theatre et avec une première le 25 avril 2013.
Il a été mis en scène par Diane Paulus et chorégraphié par Chet Walker et Gypsy Snider.
Révélée pour ses performances dans West End et Sister Act, Patina Miller est la première femme à camper The Leading Player.
Cette production fut nommée 10 fois et récompensée de 4 Tony Awards dont celui de la meilleure reprise de comédie musicale.

#### Distribution
- Terrence Mann : Charles
- Charlotte d'Amboise : Catherine
- Leland Palmer : Fastrada
- Andrea Martin : Berthe
- Patina Miller : The Leading Player
- Matthew James Thomas : Pippin

## Distributions
| Personnage                                      | Broadway                        | West End                  | Première tournée américaine | Seconde tournée américaine | Troisième tournée américaine | Revival à Broadway   | Venezuela                             | Quatrième tournée américaine     | Japon                         |
| Personnage                                      | 1972                            | 1973                      | 1974                        | 1977                       | 2006                         | 2013                 | 2013                                  | 2014                             | 2019                          |
| ----------------------------------------------- | ------------------------------- | ------------------------- | --------------------------- | -------------------------- | ---------------------------- | -------------------- | ------------------------------------- | -------------------------------- | ----------------------------- |
| Pippin, personnage principal                    | John Rubinstein Walter Willison | Paul Jones                | Barry Williams              | Michael Rupert             | Joshua Park                  | Matthew James Thomas | Wilfredo Parra                        | Matthew James Thomas             | Yū Shirota                    |
| Leading Player, narrateur et auteur de la trame | Ben Vereen                      | Northern Calloway         | Irving Lee                  | Larry Riley                | Andre Ward                   | Patina Miller        | Ruthsy Fuentes                        | Sasha Allen                      | Crystal Kay                   |
| Berthe, la grand-mère de Pippin                 | Irene Ryan                      | Elisabeth Welch           | Dortha Duckworth            | Thelma Carpenter           | Barbara Marineau             | Andrea Martin        | Violeta Alemán                        | Lucie Arnaz                      | Mie Nakao Bibari Maeda        |
| Catherine, la veuve et grand amour de Pippin    | Jill Clayburgh                  | Patricia Hodge            | Carol Fox Prescott          | Alexandra Borrie           | Teal Wicks                   | Rachel Bay Jones     | Rebeca Herrera Martinez / Shakti Maal | Kristine Reese                   | Emma Miyazawa                 |
| Roi Charles /Charlemagne, père de Pippin        | Eric Berry                      | John Turner               | I. M. Hobson                | Eric Berry                 | Micky Dolenz                 | Terrence Mann        | Anthony LoRusso                       | John Rubinstein                  | Kiyotaka Imai                 |
| Fastrada, la belle-mère de Pippin               | Leland Palmer                   | Diane Langton             | Louisa Flaningam            | Antonia Ellis              | Shannon Lewis                | Charlotte d'Amboise  | Marielena González                    | Sabrina Harper                   | Hiromu Kiriya                 |
| Theo, le fils de Catherine                      | Shane Nickerson                 | Nicky Cheesman Peter Hall | Eric Brown                  | Shamus Barnes              | Jason Blaine                 | Andrew Cekala        | ?                                     | Zachary Mackiewicz Lucas Schultz | Jean Kawai Seishiro Higurashi |
| Lewis, le fils de Fastrada                      | Christopher Chadman             | Bobby Bannerman           | Adam Grammis                | Jerry Colker               | James Royce Edwards          | Erik Altemus         | Orlando Alfonzo / Gerardo Lugo        | Callan Bergmann                  | Ryosuke Okada                 |

## Récompenses et nominations

### Production originale (1972)
| Année | Récompense       | Catégorie                                                    | Nommé             | Résultat   |
| ----- | ---------------- | ------------------------------------------------------------ | ----------------- | ---------- |
| 1973  | Tony Award       | Best Musical                                                 | Best Musical      | Nomination |
| 1973  | Tony Award       | Tony Award du meilleur livret de comédie musicale            | Roger O. Hirson   | Nomination |
| 1973  | Tony Award       | Tony Award du meilleur acteur dans une comédie musicale      | Ben Vereen        | Lauréat    |
| 1973  | Tony Award       | Tony Award de la meilleure actrice dans une comédie musicale | Leland Palmer     | Nomination |
| 1973  | Tony Award       | Best Performance by a Featured Actress in a Musical          | Irene Ryan        | Nomination |
| 1973  | Tony Award       | Best Original Score                                          | Stephen Schwartz  | Nomination |
| 1973  | Tony Award       | Best Direction of a Musical                                  | Bob Fosse         | Lauréat    |
| 1973  | Tony Award       | Tony Award de la meilleure chorégraphie                      | Bob Fosse         | Lauréat    |
| 1973  | Tony Award       | Best Scenic Design                                           | Tony Walton       | Lauréat    |
| 1973  | Tony Award       | Best Costume Design                                          | Patricia Zipprodt | Nomination |
| 1973  | Tony Award       | Best Lighting Design                                         | Jules Fisher      | Lauréat    |
| 1973  | Drama Desk Award | Outstanding Director                                         | Bob Fosse         | Lauréat    |
| 1973  | Drama Desk Award | Outstanding Choreography                                     | Bob Fosse         | Lauréat    |
| 1973  | Drama Desk Award | Outstanding Set Design                                       | Tony Walton       | Lauréat    |
| 1973  | Drama Desk Award | Outstanding Costume Design                                   | Patricia Zipprodt | Lauréat    |

### Broadway revival (2013)
| Année | Récompense                          | Catégorie                                                    | Nommé                                                      | Résultat   |
| ----- | ----------------------------------- | ------------------------------------------------------------ | ---------------------------------------------------------- | ---------- |
| 2013  | Tony Award                          | Best Revival of a Musical                                    | Best Revival of a Musical                                  | Lauréat    |
| 2013  | Tony Award                          | Tony Award de la meilleure actrice dans une comédie musicale | Patina Miller                                              | Lauréat    |
| 2013  | Tony Award                          | Best Featured Actor in a Musical                             | Terrence Mann                                              | Nomination |
| 2013  | Tony Award                          | Best Featured Actress in a Musical                           | Andrea Martin                                              | Lauréat    |
| 2013  | Tony Award                          | Best Direction of a Musical                                  | Diane Paulus                                               | Lauréat    |
| 2013  | Tony Award                          | Tony Award de la meilleure chorégraphie                      | Chet Walker                                                | Nomination |
| 2013  | Tony Award                          | Best Scenic Design of a Musical                              | Scott Pask                                                 | Nomination |
| 2013  | Tony Award                          | Best Costume Design of a Musical                             | Dominique Lemieux                                          | Nomination |
| 2013  | Tony Award                          | Best Lighting Design of a Musical                            | Kenneth Posner                                             | Nomination |
| 2013  | Tony Award                          | Best Sound Design of a Musical                               | Jonathan Deans et Garth Helm                               | Nomination |
| 2013  | Drama League Awards                 | Outstanding Revival of a Broadway or Off-Broadway Musical:   | Outstanding Revival of a Broadway or Off-Broadway Musical: | Lauréat    |
| 2013  | Drama League Awards                 | Distinguished Performance Award                              | Andrea Martin                                              | Nomination |
| 2013  | Drama League Awards                 | Distinguished Performance Award                              | Patina Miller                                              | Nomination |
| 2013  | Drama Desk Award                    | Outstanding Revival of a Musical                             | Outstanding Revival of a Musical                           | Lauréat    |
| 2013  | Drama Desk Award                    | Outstanding Director of a Musical                            | Diane Paulus                                               | Lauréat    |
| 2013  | Drama Desk Award                    | Outstanding Featured Actress in a Musical                    | Andrea Martin                                              | Lauréat    |
| 2013  | Drama Desk Award                    | Outstanding Choreography                                     | Chet Walker et Gypsy Snider (Les 7 doigts de la main)      | Lauréat    |
| 2013  | Drama Desk Award                    | Outstanding Costume Design                                   | Dominique Lemieux                                          | Nomination |
| 2013  | Drama Desk Award                    | Outstanding Lighting Design                                  | Kenneth Posner                                             | Nomination |
| 2013  | Outer Critics Circle Awards         | Outstanding Revival of a Musical                             | Outstanding Revival of a Musical                           | Lauréat    |
| 2013  | Outer Critics Circle Awards         | Outstanding Actor in a Musical                               | Matthew James Thomas                                       | Nomination |
| 2013  | Outer Critics Circle Awards         | Outstanding Actress in a Musical                             | Patina Miller                                              | Lauréat    |
| 2013  | Outer Critics Circle Awards         | Outstanding Featured Actor in a Musical                      | Terrence Mann                                              | Lauréat    |
| 2013  | Outer Critics Circle Awards         | Outstanding Featured Actress in a Musical                    | Andrea Martin                                              | Lauréat    |
| 2013  | Outer Critics Circle Awards         | Outstanding Featured Actress in a Musical                    | Charlotte d'Amboise                                        | Nomination |
| 2013  | Outer Critics Circle Awards         | Outstanding Director of a Musical                            | Diane Paulus                                               | Lauréat    |
| 2013  | Outer Critics Circle Awards         | Outstanding Choreographer                                    | Chet Walker                                                | Lauréat    |
| 2013  | Outer Critics Circle Awards         | Outstanding Set Design                                       | Scott Pask                                                 | Nomination |
| 2013  | Outer Critics Circle Awards         | Outstanding Costume Design                                   | Dominique Lemieux                                          | Nomination |
| 2013  | Outer Critics Circle Awards         | Outstanding Lighting Design                                  | Kenneth Posner                                             | Lauréat    |
| 2013  | Broadway.com Audience Choice Awards | Favorite Musical Revival                                     | Favorite Musical Revival                                   | Nomination |
| 2013  | Broadway.com Audience Choice Awards | Favorite Actress in a Musical                                | Patina Miller                                              | Nomination |
| 2013  | Fred & Adele Astaire Awards         | Outstanding Female Dancer in a Broadway Show                 | Charlotte d'Amboise                                        | Lauréat    |
| 2013  | Fred & Adele Astaire Awards         | Outstanding Female Dancer in a Broadway Show                 | Patina Miller                                              | Nomination |
| 2013  | Fred & Adele Astaire Awards         | Outstanding Female Dancer in a Broadway Show                 | Andrea Martin                                              | Nomination |
| 2013  | Fred & Adele Astaire Awards         | Outstanding Female Dancer in a Broadway Show                 | Stephanie Pope                                             | Nomination |
| 2013  | Fred & Adele Astaire Awards         | Outstanding Choreographer of a Broadway Show                 | Chet Walker                                                | Lauréat    |